# Jó üzlet a háború
A Jó üzlet a háború (eredeti cím: War, Inc.) 2008-ban bemutatott amerikai akcióvígjáték. Főszereplője John Cusack, aki a forgatókönyvírásból és a produceri munkálatokból is kivette a részét. A fontosabb mellékszerepekben Hilary Duff, Marisa Tomei, Ben Kingsley és Dan Aykroyd látható.
A film a Boyana Film Laboratóriumban (Szófia) és a FotoKem Laboratóriumban (Burbank) készült. Az Egyesült Államokban 2008. április 28-án mutatták be, Magyarországon 2008. november 25-én került a mozikba.

## Cselekmény
A film cselekménye a közeljövőben játszódik, nagyrészt a fiktív Turakisztán államban. Az ottani háború most először teljesen magánkézben van, pontosabban a Tamerlane nevű nagy amerikai cég kezében, amelyet az Egyesült Államok egy korábbi alelnöke vezet. A cég vezetője megbízza Brand Hauser bérgyilkost, hogy öljön meg egy politikust, Omar Sharifot. Ez utóbbi a vállalat üzleti érdekeinek útjában áll. Hauser megbízatását egy vásár szervezőjének álcázzák, amelynek csúcspontja egy Britney Spears-szerű popénekesnő, Yonica Babyyeah és a volt alelnök korrupt arab szövetségese fiának esküvője.
Nem sokkal azután, hogy Hauser megérkezik Turakisztánba, ott találkozik Natalie Hegalhuzen kritikus újságírónővel. Az elvhű nő azonnal lenyűgözi őt, és Hausert arra készteti, hogy átgondolja megbízatását, és segítsen neki a kutatásában. Ez elkerülhetetlenül arra készteti, hogy összezavarja a megbízóit. A kezdeti összecsapás során képes megölni egyiküket, Walkent. Hauserben apai érzések is kialakulnak a popénekesnő iránt, akit első pillantásra csak a felszínesség érdekel, és megpróbálja lebeszélni a lányt arról, hogy úgy menjen hozzá a férfihoz, hogy az a média figyelmét is magára vonja. Az újságíró, Yonica és Hauser közötti közeledést követően a két nő megfigyeli, amint a férfi véres összecsapásba keveredik gengszterekkel, ami az utóbbiak számára halálosan végződik.
Yonica és az újságíró elmenekül Hauser mellől, és miközben a popénekesnő az esküvőjére készül, Hegalhuzent elrabolják és halálosan megfenyegetik állítólagos terroristák, akik valójában pénzkereső filmesek. Hauser megmenti őt, és vele együtt menekül át a háborús övezeten, amely korábban újságírók számára elérhetetlen volt. Visszatérve a biztonsági zónába, Hauser figyelmezteti Omar Sharifot a közelgő merényletekre, és cserébe Sharif elárulja neki második munkaadója tartózkodási helyét.
Hauser elhatározza, hogy megszabadul tőle is, de ismét találkozik Walkennel, aki immár tolószékbe kényszerül. Hauser tőle megtudja, hogy őt csak kihasználták, Walken megölte a feleségét, hogy érzelemmentes gyilkológéppé változtassa. Hauser megkérdezi Walkent, hogy mit csinált a lányával, és megtudja, hogy Yonica valójában az ő lánya. Az esküvőre siet, hogy elmondja Yonicának, és pont azelőtt érkezik oda, hogy Walken lerombolja az épületet, a „precíz” Tamerlane rakéta azonban célt téveszt, és helyette őt és csatlósait öli meg.
Szerencsére Hauser, Natalie és Yonica túlélik, és elrohannak a repülőgéphez, amellyel Yonicának és Ooq-Mi-Faynek kellett volna elrepülnie. Miután a levegőben vannak, és feltehetően megmenekültek, látjuk, hogy egy rakéta csapódik be a gépbe. Az alelnök felfedi következő tervét, hogy megtámadja a szomszédos Ugigisztánt, őket hibáztatva a Smaragdváros bombázásáért és a turakisztáni terrorista incidensekért.

## Szereplők
| Szereplő           | Színész         | Magyar hang        |
| ------------------ | --------------- | ------------------ |
| Brand Hauser       | John Cusack     | Forgács Péter      |
| Yonica Babyyeah    | Hilary Duff     | Bogdányi Titanilla |
| Marsha Dillon      | Joan Cusack     | Vándor Éva         |
| Natalie Hegalhuzen | Marisa Tomei    | Létay Dóra         |
| Alelnök            | Dan Aykroyd     | Szersén Gyula      |
| Walken             | Ben Kingsley    | Végvári Tamás      |
| Omar Sharif        | Lyubomir Neikov | Várkonyi András    |
| Bhodi Bhundhang    | Nikolay Stanoev | Karácsonyi Zoltán  |

## Fordítás
- Ez a szócikk részben vagy egészben  a   War Inc. – Sie bestellen Krieg: Wir liefern című német Wikipédia-szócikk fordításán alapul.  Az eredeti cikk szerkesztőit annak laptörténete sorolja fel. Ez a jelzés csupán a megfogalmazás eredetét és a szerzői jogokat jelzi, nem szolgál a cikkben szereplő információk forrásmegjelöléseként.
- Ez a szócikk részben vagy egészben  a   War, Inc. című angol Wikipédia-szócikk fordításán alapul.  Az eredeti cikk szerkesztőit annak laptörténete sorolja fel. Ez a jelzés csupán a megfogalmazás eredetét és a szerzői jogokat jelzi, nem szolgál a cikkben szereplő információk forrásmegjelöléseként.